# Catharina Malek

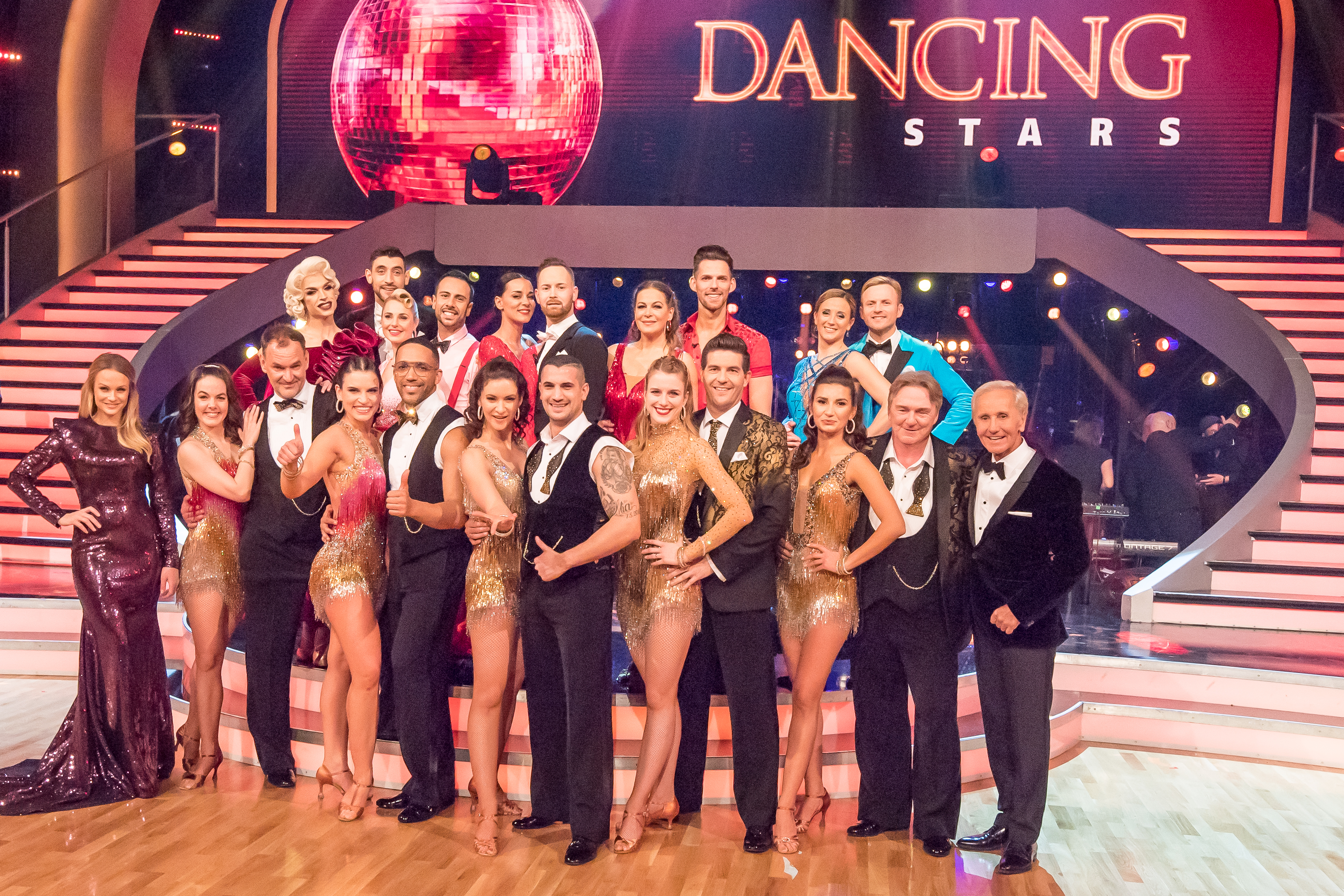
Dancing Stars 2020 – Catharina Malek tanzte mit Norbert Oberhauser (2. Reihe 5. von rechts)

Catharina Malek, geb. Dvorak (* 26. Januar 1990 in Wien), ist eine österreichische Tänzerin, Tanzsporttrainerin und Wertungsrichterin. Mit ihrem Ehemann und Tanzpartner Vaclav Malek ist sie Staatsmeisterin, Weltmeisterschafts-Finalistin und  Weltcup-Semifinalistin. Außerdem ist Catharina Malek Profi-Tänzerin der ORF-Sendung Dancing Stars.

## Tanzkarriere
Catharina Malek begann im Tanzsportklub Juventus in Wien im Alter von 4 Jahren mit dem Tanzen. Mit 6 Jahren tanzte sie ihr erstes Tanzturnier.
2011 lernte Catharina Malek ihren späteren Mann kennen, mit dem sie sehr viele nationale und internationale Turniere bestritt. Das Tanzpaar hat Österreich bei diversen Welt- und Europameisterschaften vertreten.
Die beiden wurden erstmals 2014 Wiener Landesmeister. 2015 tanzte das Paar auf den 3. Platz der Staatsmeisterschaft. Im Jahr darauf konnten sich Vaclav und Catharina Malek den Vize-Staatsmeistertitel ertanzen. 2017 gab es dann wieder eine Bronzemedaille, im Jahr 2018 wieder Silber und damit den Vizestaatsmeistertitel.
2019 erreichten Catharina und Vaclav Malek zahlreiche Erfolge:
- den österreichischen Meistertitel in der Kür
- den Wiener Landesmeistertitel
- das Semifinale im Weltcup Standard
- den Staatsmeistertitel in den Standardtänzen[3]
- das Weltmeisterschaftsfinale Showdance Standard

## Dancing Stars
2020 nahm Catharina Malek das erste Mal als Profitänzerin bei der ORF-Sendung Dancing Stars (13. Staffel) teil und tanzte mit Norbert Oberhauser bis ins Viertelfinale.
In der 15. Staffel 2023 tanzte Catharina Malek mit Hannes Kartnig und erreichte mit ihm den 9. Platz.
In der 16. Staffel 2025 tanzte sie gemeinsam mit dem österreichischen Kabarettist Paulus Bohl bis ins Finale und landete schließlich auf dem zweiten Platz.

## Champions-dance.team
Das Champions-dance.team – eine professionelle Showtanz-Gruppe von sechs ehemaligen Staats- und Vizestaatsmeistern – wurde 2023 gegründet. Neben Catharina Malek  bilden Peter Erlbeck, Claudia Kreuzer, Vaclav Malek, Herby Stanonik, und Babsi Westermayer dieses Team.